# Dècim Juni
Dècim Juni (en llatí Decimus Junius) va ser un militar romà del segle iii aC. Formava part de la gens Júnia.
Va quedar estacionat a la desembocadura del riu Volturnus amb un contingent, per ordre del cònsol Appi Claudi Pulcre, cònsol l'any 212 aC, durant la Segona Guerra Púnica (212 aC) i va controlar la zona amb eficàcia.